# بيني نابليون
بيني نابليون (بالإنجليزية: Benny Napoleon)‏ هو شخصية أعمال وسياسي أمريكي، ولد في 1952 في ديترويت في الولايات المتحدة. حزبياً، نشط في الحزب الديمقراطي.